# Phragmatobia ochracea
Phragmatobia ochracea là một loài bướm đêm thuộc phân họ Arctiinae, họ Erebidae.